# Королевство кривых зеркал (фильм, 2007)
«Королевство кривых зеркал» — новогодний музыкальный фильм режиссёра Александра Игудина. Премьера состоялась 31 декабря 2007 года на телеканале «Россия».
В основе мюзикла — одноимённые сказка Виталия Губарева  и фильм Александра Роу.

## Сюжет
В новогоднюю ночь 2007—2008 юные Маша и Настя хотят стать звёздами шоу-бизнеса. Во время просмотра телевизора они волшебным образом попадают в Королевство Сензиб Уош («Шоу Бизнес» в обратном прочтении). Там их встречает министр Абаж (Юрий Гальцев), который тут же предлагает девочкам пройти фейс-контроль сквозь кривое зеркало, показывающее Машу и Настю старушками. Фейс-контроль сёстры не проходят, но желание попасть в Сензиб Уош настолько велико, что они проникают туда обманным путём.
В это время в Королевстве проводится конкурс «Кривовидения» (аллюзия на «Евровидение»), главным на котором является король Йагупоп (Николай Басков). Продюсер (Юрий Стоянов) и режиссёр (Илья Олейников) просят королеву Анидаг (Лолита) и коршуна Пилифа (Филипп Киркоров) разослать приглашения странам-участницам. Но Анидаг и Пилиф игнорируют просьбу с тем, чтобы самим бороться за победу. Свидетелями аферы становятся Маша и Настя, из-за чего они впоследствии вынуждены скрываться.
Продюсер, режиссёр и Абаж пытаются найти замену не приехавшим участникам. За кулисами назревает катастрофа. В это время появляется Королева София Ротару. Продюсер не может понять причину неприезда участников. Пока он думает, Настя и Маша пытаются рассказать продюсеру, что случилось, но по пути Абаж ловит их и запирает в комнате за кулисами. Работник сцены Гурд (Дима Билан) освобождает девочек, за что получает их дружбу и доверие.
Гурд помогает сёстрам добраться до продюсера и раскрыть тайну, но продюсеру это не интересно. У конкурса есть рейтинг, доход, и Король доволен. Для продюсера это главное.
Расстроенные Маша и Настя попадаются в руки Абажа, который сразу же выдворяет девочек из Сензиб Уош. После всех выступлений зрители, конечно же, ждут российских участников. Продюсер решает выпустить на сцену сестёр Толмачёвых и посылает режиссёра за девочками. После их выступления на сцене появляется Алла Пугачёва.

## В ролях
| Актёр              | Роль                                     |
| ------------------ | ---------------------------------------- |
| Маша Толмачёва     | Маша                                     |
| Настя Толмачёва    | Настя                                    |
| София Ротару       | королева / участница от Украины          |
| Николай Басков     | король Йагупоп / участник от Италии      |
| Алла Пугачёва      | примадонна                               |
| Филипп Киркоров    | коршун Пилиф / участник от Израиля       |
| Лолита Милявская   | королева Анидаг / участница от Франции   |
| Юрий Стоянов       | продюсер / участник от Америки           |
| Илья Олейников     | режиссёр                                 |
| Юрий Гальцев       | премьер-министр Абаж / участник от цыган |
| Дима Билан         | Гурд, рабочий сцены / участник от Греции |
| Кристина Орбакайте | участница от Индии                       |
| Владимир Винокур   | камео / участник от Африки               |
| Сосо Павлиашвили   | замерзающий грузин                       |
| Наташа Королёва    | участница от Бразилии                    |
| Сергей Глушко      | участник от Бразилии                     |
| Олег Михайлюта     | участник от Украины                      |
| Владимир Данилец   | участник от Аргентины                    |
| Владимир Моисеенко | участник от Аргентины                    |
| Елена Воробей      | буфетчица / участница от Германии        |
| Михаил Евланов     | электрик                                 |
| группа «Экс-ББ»    | участники от Швеции                      |
| Михаил Трясоруков  | режиссёр в клипе Кристины Орбакайте      |
| Игорь Касилов      | Цветочек (Новые русские бабки, камео)    |
| Сергей Чванов      | Матрёна (Новые русские бабки, камео)     |
| Братья Пономаренко | камео                                    |

## Съёмочная группа
- Режиссёр-постановщик: Александр Игудин
- Оператор-постановщик: Алексей Степанов
- Художник-постановщик: Дмитрий Ильичёв
- Художник по костюмам: Алина Герман
- Художники по гриму:
  - Анжела Посохова
  - Анна Эсмонд
- Хореограф: Галина Морозова
- Креативный продюсер: Александр Катанский
- Генеральный продюсер: Геннадий Гохштейн

## Музыкальные номера
| Название                    | Исполнитель                            | Композитор                  | Пародируемая (перепеваемая) песня                                       |
| --------------------------- | -------------------------------------- | --------------------------- | ----------------------------------------------------------------------- |
| Приглашение в Заэкранье     | Все участники                          | Максим Дунаевский           | «Песенка про водевиль…» из телефильма «Ах, водевиль, водевиль…»         |
| Звёздная страна             | Сёстры Толмачёвы                       | Гарри Уоррен                | «Chattanooga Choo Choo» из кинофильма «Серенада солнечной долины»       |
| Королевство шоу-бизнеса     | Братья Пономаренко Новые Русские Бабки | Бьорн Ульвеус               | «I Do, I Do, I Do, I Do, I Do» гр. «ABBA»                               |
| Песня продюсера и режиссёра | Юрий Стоянов Илья Олейников            | Аркадий Островский          | «Песня остаётся с человеком»                                            |
| Goodbye My Love Goodbye     | Дима Билан                             |                             | «Goodbye My Love Goodbye» Демиса Руссоса                                |
| Червона рута                | София Ротару Олег Михайлюта            | Владимир Ивасюк             | «Червона рута» Софии Ротару                                             |
| В Париже танго              | Лолита Милявская                       |                             | «Der Pariser Tango» Мирей Матьё                                         |
| Хава нагила                 | Филипп Киркоров                        |                             | Еврейская народная песня                                                |
| Ламбада                     | Наташа Королёва Сергей Глушко          |                             | «Lambada» гр. «Kaoma»                                                   |
| Очи чёрные                  | Юрий Гальцев                           | Флориан Герман              | романс «Очи чёрные»                                                     |
| Kazachok                    | Елена Воробей                          | Ralph Siegel                | «Rocking Son Of Dschinghis Khan» гр. «Dschinghis Khan»                  |
| O Surdato 'Nnamurato        | Николай Басков                         | Энрико Канио                | «'O surdato 'nnammurato»                                                |
| Hafanana                    | Владимир Винокур                       | Afric Simone                | «Hafanana» Африка Симона                                                |
| Sexual Revolution           | гр. «Экс-ББ»                           |                             | «Sexual Revolution» гр. «Army of Lovers»                                |
| Реклама — наша мама         | Все участники                          | Григорий Гладков            | «А может быть ворона…» из м/ф «Пластилиновая ворона»                    |
| Аргентинское танго          | Владимир Данилец Владимир Моисеенко    |                             | «Эль Чокло»                                                             |
| Jimmy Jimmy Jimmy Aaja      | Кристина Орбакайте                     | Баппи Лахири                | «Jimmy Jimmy Jimmy Aaja» из к/ф «Танцор диско»                          |
| I Wanna Be Loved by You     | Юрий Стоянов                           | Герберт Стотхарт Гарри Руби | «I Wanna Be Loved by You» Мэрилин Монро из к/ф «В джазе только девушки» |
| Увезу тебя я в Тундру       | Сосо Павлиашвили                       | Марк Фрадкин                | «Увезу тебя я в Тундру» Николай Бельды, ВИА «Самоцветы»                 |
| Арлекино                    | Сёстры Толмачёвы                       | Эмил Димитров               | «Арлекино» Аллы Пугачёвой                                               |
| Дин-дон                     | Алла Пугачёва Сёстры Толмачёвы         | Алла Пугачёва               | «Дин-дон» Аллы Пугачёвой на стихи Ильи Резника и Я. Гельмана            |
| Мы желаем счастья вам       | Все участники                          | Стас Намин                  | «Мы желаем счастья вам» гр. «Цветы»                                     |

## Факты
- В стилистике одноимённой сказки Виталия Губарева имена героев — это слова, прочитанные справа налево.
- Мюзикл был снят в ноябре 2007 года[4] за две недели[5], съёмки велись на киноплёнку[6].
- В конкурсе «Кривовидение-2008» принимают участие героини-близняшки, которых играют победительницы детского «Евровидения» 2006 сестры Толмачевы[7].
- Для съёмок мюзикла в павильонах выставочного комплекса «Ленэкспо» было построено 12 оригинальных декораций[8][9].
- Алина Герман — известный петербургский дизайнер, разработала для героев мюзикла более 150 костюмов.
- В мюзикле по-настоящему иностранкой (гражданка Украины) является лишь София Ротару с римейком песни «Червона рута» (запись сделана совместно с рэп-коллективом «Танок на майдани Конго»)[7].
- Грим Юрия Гальцева, который сыграл отрицательного премьер-министра Абажа, длится по 2—2,5 часа[10].
- Специально для роли короля Йагупопа Николай Басков говорил с настоящим попугаем, чтобы передать тембр его голоса[11].
- В мюзикле снимался попугай по кличке Вакка, который является в Санкт-Петербурге настоящей знаменитостью. Именно он в течение многих лет был лицом программы «Крутятся диски»[1], снимался с Олегом Далем в телефильме «Приключениях принца Флоризеля»[12].
- В новогоднем эфире 31 декабря 2007 года мюзикл «Королевство кривых зеркал» получил рейтинг 9,6 при доле 22,5, что обеспечило ему 6-ю позицию в ТОР-10 наиболее популярных программ новогоднего эфира[13].